# Козубеков, Тологон
Козубеков Тологон (кирг. Козубеков Төлөгөн; 10 февраля 1937 года) — киргизский поэт, писатель, переводчик, журналист. Заслуженный деятель культуры Кыргызской Республики. Труженик тыла Великой Отечественной войны. Член Коммунистической партии Советского Союза (КПСС) с 1973 года. Член Союза журналистов СССР с 1974 года. Член Союза писателей СССР с 1982 года. Член Национального союза писателей Кыргызской Республики.

## Биография
Родился 10 февраля 1937 года в селе Кызыл-Джар Ленинпольского района Таласской области в семье колхозника. В 1955 году окончил таласскую среднюю школу № 1. В 1956 году поступил и в 1961 году окончил филологический факультет Киргизского государственного университета по специальности «Киргизский язык и литература». В 1972 году поступил и в 1974 году окончил Университет марксизма-ленинизма Фрунзенского горкома партии и получил высшее политическое образование в системе партийной учёбы.

## Трудовая деятельность
1944—1945 гг. — в годы Великой Отечественной войны в возрасте 7 и 8 лет, желая помочь фронту, работал в колхозе: на току и в поле (просеивал зерно, помогал доить овец, собирал урожай табака).
1961—1962 гг. — работал в органах МВД Киргизской ССР.
1962—1974 гг. — работал заместителем редактора детского вещания, старшим редактором редакции «События дня» в Государственном комитете по радиовещанию и телевидению Киргизской ССР;
1974—1977 гг. — работал старшим редактором-консультантом, начальником отдела управления издательств Госкомиздата Киргизской ССР;
1977—1980 гг. — работал референтом отдела социально-культурных учреждений Управления Делами Совета Министров Киргизской ССР;
1980—1984 гг. — работал помощником заместителя Председателя Совета Министров Киргизской ССР;
1984—1988 гг. — работал инструктором, заведующим сектором отдела пропаганды и агитации ЦК Коммунистической партии Киргизской ССР;
1988—1991 гг. — работал заместителем председателя Государственного комитета по делам издательств, полиграфии и книжной торговли Киргизской ССР;
1991—1992 гг. — работал первым заместителем министра Министерства печати и информации Республики Кыргызстан;
1992—1994 гг. — работал председателем Государственного концерна «Акыл» Республики Кыргызстан;
1996—2001 гг. — работал референтом сектора протокола и издания актов общего отдела Аппарата Президента Республики Кыргызстан, референтом сектора протокола и издания актов Управления делами Администрации Президента Кыргызской Республики;
2001—2004 гг. — работал главным специалистом редакционно-издательского отдела Администрации Президента Кыргызской Республики;
2005—2012 гг. — работал ведущим специалистом Агентства Кыргызской Республики по делам государственной службы, ведущим специалистом Государственной кадровой службы Кыргызской Республики.

## Творчество
Печатается со студенческих лет. Первый стихотворный сборник «Биз бактылуу балдарбыз» («Мы — счастливые дети») издан в 1970 году. Автор ряда поэтических сборников, сказок, рассказов, переводов на киргизский язык произведений Ла Гумы Алекса, С. Аксакова, С. Злобина, памятника средневековья «Благодатные знания» Ю. Баласагунского и др.

## Изданные книги
На киргизском языке:
- Биз бактылуу балдарбыз: Ырлар жана жомоктор. — Ф.: Мектеп, 1970. — 50 б. Мы — счастливые дети.
- Оюнчук жана мен: Ырлар. — Ф.: Мектеп, 1972.— 15 б. Игрушка и я.
- Биринчи беттешуу: Ацгемелер. — Ф.: Мектеп, 1973.— 99 б. Первая встреча.
- Чыйыр: Ырлар.— Ф.: Мектеп, 1976.— 47 б. Тропинка.
- Онунчу бийиктик: Ырлар жана поэма. — Ф.: Мектеп, 1979. — 80 6. Десятая высота.
- Ак шоола: Ырлар. — Ф.: Кыргызстан, 1981, — 168 б. Белый луч.
- Кектем ыры: Ырлар, поэма, уламыш (Весенние мотивы : Стихи, поэма, легенда). — Ф.: Мектеп, 1985. — 123 б.[1]

Переводы:
- Ла Гума Алекс. …И нитка втрое скрученная…: Повесть. — Ф.: Кыргызстан, 1969.— 144 с.
- Современные польские рассказы. — Ф.: Кыргызстан, 1975. — 228 с.
- Таммсааре А. Знаменательный день: Рассказ. — Ф.: Мектеп, 1977.— 15 с.
- Ла Гума Алекс. Скитания в ночи: Повести. — Ф.: Кыргызстан, 1978.— 448 с.
- Аксаков С. Т. Рассказы. — Ф.: Мектеп, 1980.— 44 с.
- Аксаков С. Т. Аленький цветочек: Сказка Пелагеи. — Ф.: Мектеп, 1981, — 40 с.
- Злобин С. П. Салават Юлаев: Исторический роман. — Ф.: Кыргызстан, 1983. — 520 с.
- Александрова 3. Н. Гибель Чапаева: Стихотворение. — Ф.: Мектеп, 1984, — 16 с.
- Жусуп Баласагын. Кут алчу билим: Дастан. — Ф.: Кыргызстан, 1988, — 528 с.[2]
- Жусуп Баласагын. Кутуу билим: Дастан. — Москва: Ник, 1993, — 496 с.[3]
- Жусуп Баласагын. Кутуу билим. — Бишкек: Аркус, 2015, — 504 с.[4]
- Захир ад-дин Мухаммед Бабур. «Записки Бабура». — Бишкек: Полиграфбумресурсы, 2016.— 636 с.[5]
- Жусуп Баласагын. Куттуу билим. — Бишкек: Бийиктик плюс, 2024, — 644 с.

## Общественная деятельность
В 1994 году, в преддверии празднования 1000-летия кыргызского эпоса «Манас», Тологон Козубеков и Рустан Рахманалиев выступили инициаторами перевода эпоса «Манас» на английский язык и издания эпоса «Манас» на английском языке. В качестве переводчика был приглашен английский поэт и переводчик Уолтер Мэй (англ. Walter May). Книга была издана в 1995 году тиражом две тысячи экземпляров и в том же году роздана в Кыргызстане на праздничных юбилейных мероприятиях, посвящённых 1000-летию эпоса «Манас». Представители более 60 стран мира приняли тогда участие в этом культурном событии международного масштаба под эгидой ООН и ЮНЕСКО, получив возможность прочитать на английском языке самое объемное из всех эпических сказаний мира.

## Награды
- Медаль "За доблестный труд в Великой Отечественной войне 1941-1945 гг." (от имени Президиума Верховного Совета СССР в списке по колхозу Кызыл-Джар Красно-Октябрьского сельского Совета Таласского района Киргизской ССР от 17 марта 1948 года).
- Медаль "Ветеран труда" (от имени Президиума Верховного Совета СССР Указом Президиума Верховного Совета Киргизской ССР от 27 апреля 1987 года).
- Почетное звание «Заслуженный деятель культуры Кыргызской Республики» (2003)[7]
- Орден «Манас» III степени (2016)[8]
- Отличник государственной службы Кыргызской Республики.
- Почетный гражданин Акназаровского айыл окмоту Акназаровского айыльного аймака Бакай-Атинского района Таласской области.